# El hombre orquesta (película de 1900)
El hombre orquesta (L'homme-orchestre) es una película muda de la productora francesa Star Film del año 1900, dirigida por Georges Méliès. Sentado en sucesión en sillas, un hombre hábil se multiplica para formar una orquesta, que toca. Luego reintegra a cada uno de sus dobles, hace desaparecer las sillas y luego desaparece él mismo.

## Producción
Para crear la ilusión de siete músicos idénticos, la película requirió siete exposiciones múltiples simultáneas; solo otra película conocida de Méliès, El melomaníaco, utiliza tantas exposiciones a la vez. Además, el efecto requería una cuidadosa coordinación en el tiempo y la posición del cuerpo entre las exposiciones. Primero, Méliès dispuso las siete sillas en fila y se sentó en la última. Luego, la película se rebobinó en la cámara seis veces para permitir que Méliès interpretara el papel de cada músico. Mientras filmaba la parte de cada músico, todas las demás sillas se enmascararon de la lente para evitar que quedaran expuestas. El proceso se repitió hasta que se filmó a toda la banda, todo en una sola tira de película.
En 1906, Méliès comentaba sobre la dificultad de la exposición múltiple: "te enfureces cuando, después de tres cuartos de hora de trabajo y atención, se rompe una rueda dentada que te obliga a empezar de nuevo, siendo imposible reparar el daño". Los demás efectos de la película se crearon con maquinaria escénica, pirotecnia y el empalme de sustitución. Méliès había creado previamente un efecto similar en su película de 1898 La triple dama, en la que dos copias de una mujer emergen de su cuerpo y se sientan a su lado. El tema de la multiplicación de sillas volvió en la película posterior de Méliès The Black Imp, aunque esa película no usa exposiciones múltiples.